# Vidal Sassoon
Vidal Sassoon  (17 de enero de 1928 - 9 de mayo de 2012) fue un peluquero y empresario británico. Es recordado por haber creado un corte de pelo simple y geométrico, inspirado en el movimiento Bauhaus. Su estilo se convirtió en emblemático para una generación de estilistas y gozó de gran popularidad, especialmente durante los años 80 en que protagonizó varios productos.
Algunos secadores de cabello llevan su nombre como marca.